# Écriture

2019年11月に結成された、ヒップホップ・グループであり、事務所に所属しているアーティストが集められたという感じではなくメンバー全員が読者モデル出身のメンズユニット。グループ名はフランス語の哲学用語に由来し、意味は『正しい事が正しいとは限らない、オレ達なりの答えを導いていく』。世の中には正解という正解がない。常に等身大で世の中にメッセージしていけるグループになりたいという想いが込められている。

## 略歴
2024年
- 4月1日 - フェーズ2を開幕する事とともにソロとして活動再開を発表。
- 7月9日 - MID-FM761『八重のPomoon Night』に生出演。
- 8月11日 - AiVORYとして初のデジタルシングル『Sorry not Sorry feat.YORO』をリリース。
- 8月24日 - 名古屋・MARKITH NAGOYAで自身初となるリリースライブを開催。

## 作品

### シングル
|     | 発売日        | タイトル                  | 販売形態     |
| --- | ------------- | ------------------------- | ------------ |
| 1st | 2024年8月11日 | Sorry not Sorry feat.YORO | デジタル配信 |
| 2nd | 2024年12月    | Pay Back                  | デジタル配信 |
| 3rd | 2025年        | FROM HERE                 | デジタル配信 |

## ミュージック・ビデオ
| 曲                    | 監督/Directed | 公開日         | サポート / コラボ |
| --------------------- | ------------- | -------------- | ----------------- |
| FROM HERE             | sin hashizume | 2021年11月13日 |                   |
| View from the Surface | sin hashizume | 2022年1月1日   |                   |

## タイアップ
| 曲名    | タイアップ                              |
| ------- | --------------------------------------- |
| Alchemy | メンズサロンGOALD 名古屋店 テーマソング |

## 出演

### CM
- 愛知県岡崎市公式PR MOVIE 音楽：H△G「春を待つ人」 - AiVORY

### ファッションショー・イベント
- TOXIC GIRLS FILE 2018（2018年9月16日、MALera岐阜）- AiVORY
- TOXIC GIRLS FILE 2019（2019年9月8日、東別院ホール）- AiVORY、DaITO
- TOXIC GENERATIONS FILE 2022（2022年12月20日、THE BOTTOM LINE）- écriture

## 書籍連載
- JUNON（2021年10月26日、主婦と生活社）
- BOYS FILE Vol.09（2022年5月27日、シンコーミュージック）
- JUNON TV（2022年12月16日、主婦と生活社）
- JUNON TV（2023年1月16日、主婦と生活社）